# Charles Louis Ferdinand Dutert

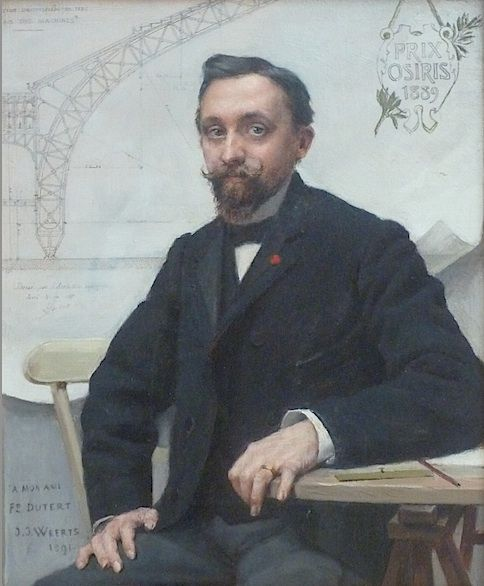
Ferdinand Dutert

Charles Louis Ferdinand Dutert (* 21. Oktober 1845 in Douai; † 13. Februar 1906 in Paris) war ein französischer Architekt. Häufig wurde sein Name als C. L. F. Dutert abgekürzt.
Sein bekanntestes Werk ist die Maschinenhalle (Galerie des Machines) in Paris, die eine Ausstellungshalle der Weltausstellung 1889 war.